# Kawanishi H3K
Kawanishi H3K, hay còn gọi là Tàu bay Hải quân Kiểu 90-2 (九〇式二号飛行艇), là một loại tàu bay quân sự hai tầng cánh của Nhật Bản.

## Quốc gia sử dụng
Nhật Bản
- Không lực Hải quân Đế quốc Nhật Bản

## Tính năng kỹ chiến thuật (H3K)
Dữ liệu lấy từ Japanese Aircraft, 1910-1941
Đặc điểm tổng quát
- Kíp lái: 6 tới 9
- Chiều dài: 22,55 m (73 ft 11¾ in)
- Sải cánh: 31,05 m (101 ft 10½ in)
- Chiều cao: 8,77 m (28 ft 9 in)
- Diện tích cánh: 214 m² (2.304 ft²)
- Trọng lượng rỗng: 10.030 kg (22.111 lb)
- Trọng lượng có tải: 15.000 kg (33.100 lb)
- Động cơ: 3 × Rolls-Royce Buzzard, 712 kW (955 hp)  mỗi chiếc

 Hiệu suất bay 
- Vận tốc cực đại: 122 kn (140 mph, 225 km/h)
- Vận tốc hành trình: 91 kn (105 mph, 169 km/h)
- Trần bay: 4.040 m (13.300 ft)

Trang bị vũ khí

- 8 x súng máy 7,7 mm
- Lên tới 1.000 kg bom